# جامعة البنجاب
جامعة البنجاب هي جامعة حكومية باكستانية تقع في لاهور، أنشئت رسميا مع عقد الاجتماع الأول لمجلس الشيوخ في 14 أكتوبر 1882 في سيملا. وهي رابع إنشاء لجامعة من قبل السلطات الاحتلالية البريطانية على شبه القارة الهندية .

## الكليات

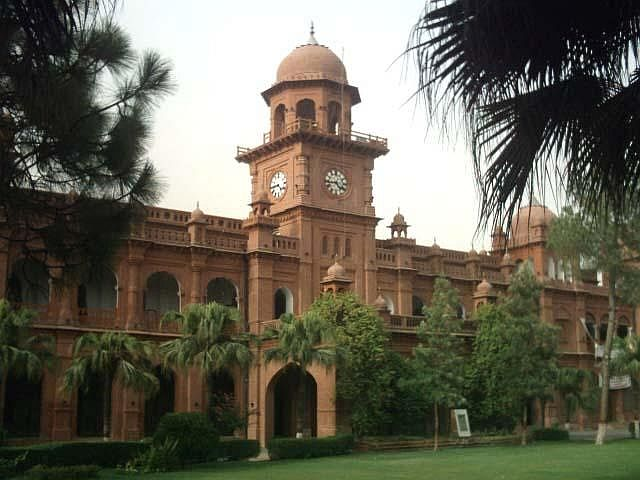
جامعة بنجاب

هناك 16 كلية في الجامعة متضمنةً الكليات العشر التأسيسية، 63 من الأقسام والمراكز والمعاهد. إنها تملك نحو 650 من أعضاء هيئة التدريس الدائمين :
كلية الآداب والعلوم الإنسانية .

كلية العلوم السلوكية والاجتماعية .

كلية التجارة .

كلية الاقتصاد والعلوم الإدارية .

كلية التربية .

كلية تكنولوجيا المعلومات .

كلية الهندسة والتكنولوجيا .

كلية الدراسات الإسلامية .

كلية القانون .

كلية العلوم والحياة .

كلية الطب وطب الأسنان .

كلية التعليم الشرقي .

كلية الصيدلة .

كلية العلوم .

كلية التربية .

كلية للدراسات المصرفية والمالية .